# Больше никогда (картина)
«Больше никогда» (англ. Nevermore) — одно из известнейших полотен Поля Гогена, написанное им на Таити в 1897 году. Хранится в Институте искусства Курто в Лондоне.

## Описание
Картина представляет собой вариацию на тему «лежащая обнажённая»: нагая таитянская девушка лежит на богатой постели и, кажется, напряжённо прислушивается к чему-то. На заднем плане виднеется дверной проём, в нём — двое разговаривающих людей; в верхнем левом углу картины — надпись «Nevermore», подпись художника, а рядом — чёрная птица, вызывающая в памяти стихотворение Эдгара По «Ворон»:

«…Прочь — из сердца клюв, и с двери — прочь виденье навсегда!»

Ворон: «Больше никогда!»

Но картина не является иллюстрацией к произведению По. Ссылаясь на это стихотворение, художник фиксирует романтику безвозвратно исчезающего первобытного и чистого таитянского мира. Как писал впоследствии Гоген арт-дилеру Даниэлю де Монфрейду:
Я хотел с помощью обычного обнаженного тела отразить варварскую пышность древних времен. Все сознательно окрашено в темные и печальные тона, здесь нет ни шелка, ни бархата, ни батиста, ни золота, которые создают великолепие, но только материя, ставшая драгоценной от прикосновения кисти художника […]. Это не ворон Эдгара По, а сатанинская птица, которая всегда настороже.
 Выдержанная в неестественной, сумрачной цветовой гамме, картина навевает скорее тревогу, нежели сладострастие. Женщина, лежащая на постели, выглядит встревоженной; она смотрит не то на ворона, не то на беседующих в соседней комнате. Стиль письма — густые мазки, яркие, выразительные цвета — словно предвосхищает творчество экспрессионистов.
Картину «Больше никогда» Гоген представил на своей ретроспективной выставке, организованной во время осеннего Салона в 1906 году. Работа оказала большое влияние на Пабло Пикассо и Анри Матисса. В частности Матисс уже через год создаёт картину «Голубая обнажённая, воспоминание о Бискре».
Рентгенограмма показала, что «Больше никогда» была написана поверх другой картины.
Любопытно отметить, что несмотря на в целом гнетущее и тревожное настроение, в результате опроса, проведенного Национальным фондом художественных коллекций в 2010 году, картина «Больше никогда» была избрана «самой романтичной картиной в Британии».

## История
Картина была приобретена в 1898 году британским композитором Фредериком Дилиусом у друга Гогена Жоржа-Даниэля де Монфрейда за 500 франков. Позже, в 1926 году, ее купил британский бизнесмен Сэмюэл Курто, который подарил ее Институту искусств Курто.
В 2010 году картина была признана самой романтичной в Британии по результатам опроса, организованного благотворительным фондом Art Fund. Она обошла конкурентов из списка пяти картин, в который входили шедевры Яна ван Эйка и Тициана.